# Yaruquí

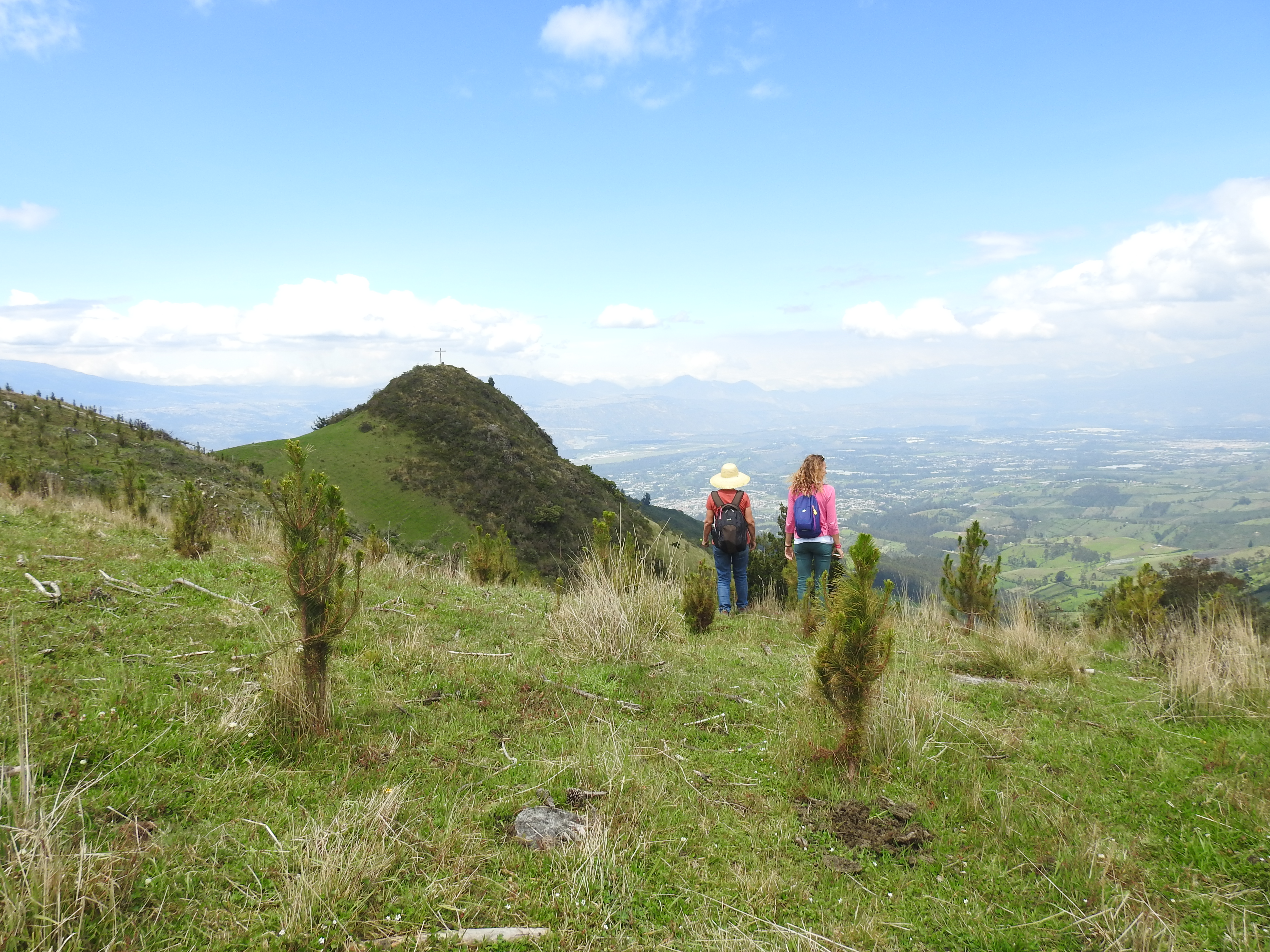
Blick auf den Coturco

Yaruquí ist ein östlicher Vorort der ecuadorianischen Hauptstadt Quito und eine Parroquia rural („ländliches Kirchspiel“) im Kanton Quito der Provinz Pichincha. Die Parroquia Yaruquí gehört zur Verwaltungszone Tumbaco. Das Verwaltungsgebiet besitzt eine Fläche von 71,95 km². Die Einwohnerzahl betrug im Jahr 2010 17.854.

## Lage
Die Parroquia Yaruquí liegt in den Anden an der östlichen Peripherie des Ballungsraumes von Quito. Im Süden der Parroquia erhebt sich der 3587 m hohe Berg Coturco. Der 2570 m hoch gelegene Hauptort Yaruquí befindet sich knapp 23 km ostnordöstlich vom Stadtzentrum von Quito an der Fernstraße E35 (Latacunga–Ibarra), welche östlich an Quito vorbei führt.
Die Parroquia Yaruquí grenzt im Süden an die Parroquia Pifo, im Westen an die Parroquia Tababela, im äußersten Norden an die Parroquia Guayllabamba, im Nordosten an die Parroquia El Quinche sowie im Osten an die Parroquia Checa.

## Geschichte
Die Gründung der kirchlichen Pfarrei fand am 8. September 1570 statt. Die Parroquia Yaruquí wurde am 29. Mai 1861 gegründet.